# 22 februari
22 februari is de 53e dag van het jaar in de gregoriaanse kalender. Hierna volgen nog 312 dagen (313 dagen in een schrikkeljaar) tot het einde van het jaar.

## Gebeurtenissen
- Algemeen
  - 1447 - De graven Johan IV en Hendrik II van Nassau-Siegen verdelen hun bezittingen: Johan IV verkrijgt de goederen in de Nederlanden en Hendrik II de goederen in Duitsland.
  - 1630 - De Wampanoag-indiaan Quadequine laat de Britse kolonisten tijdens hun eerste Thanksgivingdiner kennismaken met popcorn.
  - 1987 - Na bijna twee weken te zijn ontvoerd, wordt de tienjarige miljonairsdochter Valérie Albada Jelgersma door de politie bevrijd.
  - 2000 - In seksclub 'Esther' in Haarlem worden vier mensen vermoord, onder wie een lid en een kandidaat-lid van de Hells Angels; het blijkt om een criminele afrekening te gaan.
  - 2006 - Soennitische extremisten blazen de koepel van de al-Askari Schrijn in de Iraakse stad Samarra op.
  - 2011 - Nieuw-Zeeland wordt getroffen door een zware aardbeving. Vooral de stad Christchurch is zwaar beschadigd.
  - 2022 - Gijzeling in Amsterdam in de Apple Store op het Leidseplein. Na enkele uren weet de politie de gijzelnemer te overmeesteren.[1] (Lees verder)
  - 2024 - Door een felle brand in een wooncomplex in de Spaanse stad Valencia vallen zeker 4 doden en raken minstens 14 mensen gewond. Volgens Spaanse media, die de brand vergelijken met de brand in de Grenfelltoren van 14 juni 2017, speelt de gevelbekleding van het complex mogelijk ook hier een rol bij de snelle verspreiding van het vuur.[2][3]
- Kunst en cultuur
  - 1936 - Drie Hongaars-Nederlandse zussen nemen in Italië hun eerste lied Guarany Guaranà op als het Trio Lescano.
  - 1956 - Elvis Presley haalt met het nummer Heartbreak Hotel voor het eerst de hitlijsten.[4]
  - 2001 - De Amerikaanse film Hannibal haalt de hoogste bezoekcijfers die ooit in Nederland bij een première zijn gerealiseerd.
  - 2003 - Na 12 jaar eindigt het Nederlandse televisieprogramma Oppassen!!!. Met 321 afleveringen is dit de langstlopende komedieserie in de geschiedenis van de Nederlandse televisie.
  - 2005 - KoRn gitarist Brian 'Head' Welch stapt uit de band.[4]
  - 2021 - Grammy winnaarsduo Daft Punk stopt ermee.[4]
- Oorlog
  - 1941 - In Amsterdam begon de grote razzia tegen de Joden door 600 man van de Ordnungspolizei.
  - 1943 - Leden van de Duitse verzetsorganisatie de Weiße Rose worden door de nazi's geëxecuteerd.
  - 1944 - Het centrum van Nijmegen wordt getroffen door een zwaar bombardement door Amerikaanse vliegtuigen. Er vallen ongeveer 800 doden en de binnenstad wordt grotendeels weggevaagd.
- Politiek
  - 1819 - Spanje moet Florida afstaan aan de Verenigde Staten.
  - 1865 - Tennessee neemt een nieuwe grondwet aan waarin slavernij is afgeschaft.
  - 1900 - Hawaï wordt officieel een territorium van de Verenigde Staten.
  - 1924 - Calvin Coolidge houdt als eerste president van de Verenigde Staten een radiotoespraak vanuit het Witte Huis.
  - 1967 - Soeharto neemt in Indonesië de macht over van Soekarno.
  - 1979 - Saint Lucia wordt onafhankelijk van het Verenigd Koninkrijk.
  - 1994 - De regering van de West-Afrikaanse staat Togo betwist de geldigheid van de uitslag van de twee dagen eerder gehouden tweede ronde van de parlementsverkiezingen in vier districten.
  - 1994 - Onlusten verspreiden zich over de Midden-Afrikaanse staat Rwanda: bij Butare, een stad in het zuiden, wordt een prominent politicus vermoord, de tweede in vierentwintig uur tijd. In de hoofdstad Kigali gooien jongeren met handgranaten.
  - 2007 - Kabinet-Balkenende IV wordt geïnstalleerd.
  - 2014 - Nadat president Viktor Janoekovytsj van Kiev naar Charkov is gevlucht, stemt het Oekraïense parlement in met het afzetten van de president en organisatie van presidentsverkiezingen op 25 mei 2014. Joelia Tymosjenko wordt vrijgelaten uit de gevangenis.
- Religie
  - 1672 - Paus Clemens X creëert twee nieuwe kardinalen, onder wie de Italiaanse Dominicaan Pietro Francesco Orsini.
  - 1775 - Bisschopswijding en kroning van Paus Pius VI in Rome.
  - 1965 - Paus Paulus VI creëert 27 nieuwe kardinalen, onder wie de Belgische priester Jozef Cardijn, stichter van de KAJ.
- Sport
  - 1983 - Vladimir Salnikov scherpt in Moskou zijn eigen wereldrecord op de 1500 meter vrije slag aan tot 14.54,75. Het oude record (14.56,35) stond sinds 13 maart 1982 op naam van de Russische zwemmer.
  - 2006 - Het Australisch voetbalelftal speelt tegen Bahrein zijn eerste officiële wedstrijd als lid van de Asian Football Confederation.
  - 2014 - Dubbel succes voor Nederland tijdens de Olympische Winterspelen in Sotsji. Zowel de mannen als de vrouwen winnen goud op de ploegenachtervolging schaatsen.
- Wetenschap en technologie
  - 1632 - Galileo's Dialogo dei Massimi Sistemi wordt gepubliceerd.
  - 1966 - De Sovjet-Unie lanceert een raket met aan boord twee honden - genaamd Veterok en Ugolyok - naar een baan om de Aarde.[5]
  - 1996 - In Eindhoven maakt Merien ten Houten officieel melding van de eerste Nederlandse zoekmachine: Ilse
  - 1997 - In het Roslin Institute in Edinburgh melden wetenschappers dat zij een schaap hebben gekloond, het lam Dolly, geboren op 5 juli 1996.
  - 2019 - Lancering van een Falcon 9 raket van SpaceX vanaf Cape Canaveral Space Force Station Lanceercomplex 40 (SLC-40) voor de Nusantara Satu & Beresheet missie met Nusantara Satu (PSN 6), een communicatiesatelliet van het Indonesische bedrijf Pasifik Satelit Nusantara, en de maanlander Beresjiet van SpaceIL uit Israël. Ook aan boord is de Air Force Research Lab S5 (AFRL S5), een kleine satelliet van de USAF om technologie mee te demonstreren.[6]
  - 2022 - De planetoïde (19) Fortuna is in oppositie met de zon.[7]
  - 2024 - De Zon stoot een zonnevlam met een sterkte van X1,8 uit en enkele uren later een tweede zonnevlam met een sterkte van X1,7, die beide afkomstig zijn uit dezelfde zonnevlek. In beide gevallen lijkt er geen coronal mass ejection te zijn.[8] Ongeveer 16 uur later ontstaat er voor de derde keer deze dag een zonnevlam uit dezelfde zonnevlek, deze keer met een sterkte van X6,3 en dat is tot nu toe de krachtigste van deze zonnecyclus.[9]

## Geboren

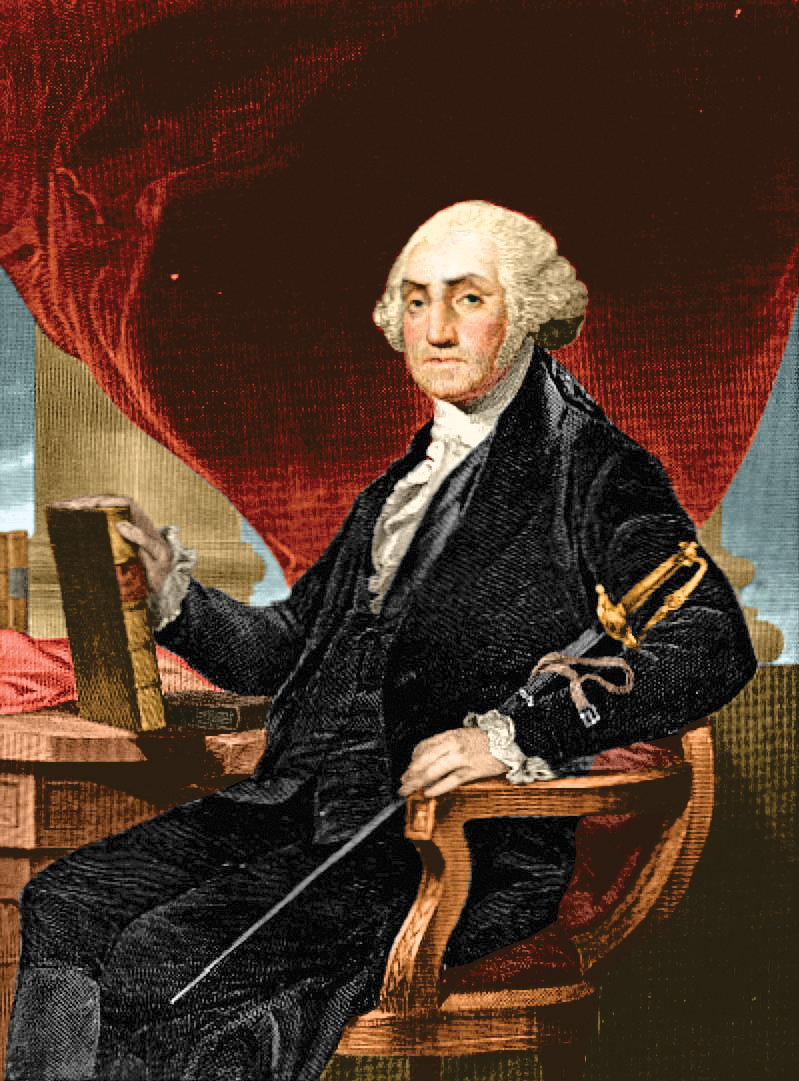
George Washington
geboren in 1732

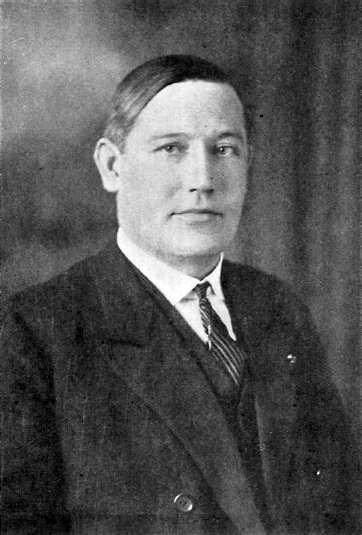
Jan Wils
geboren in 1891

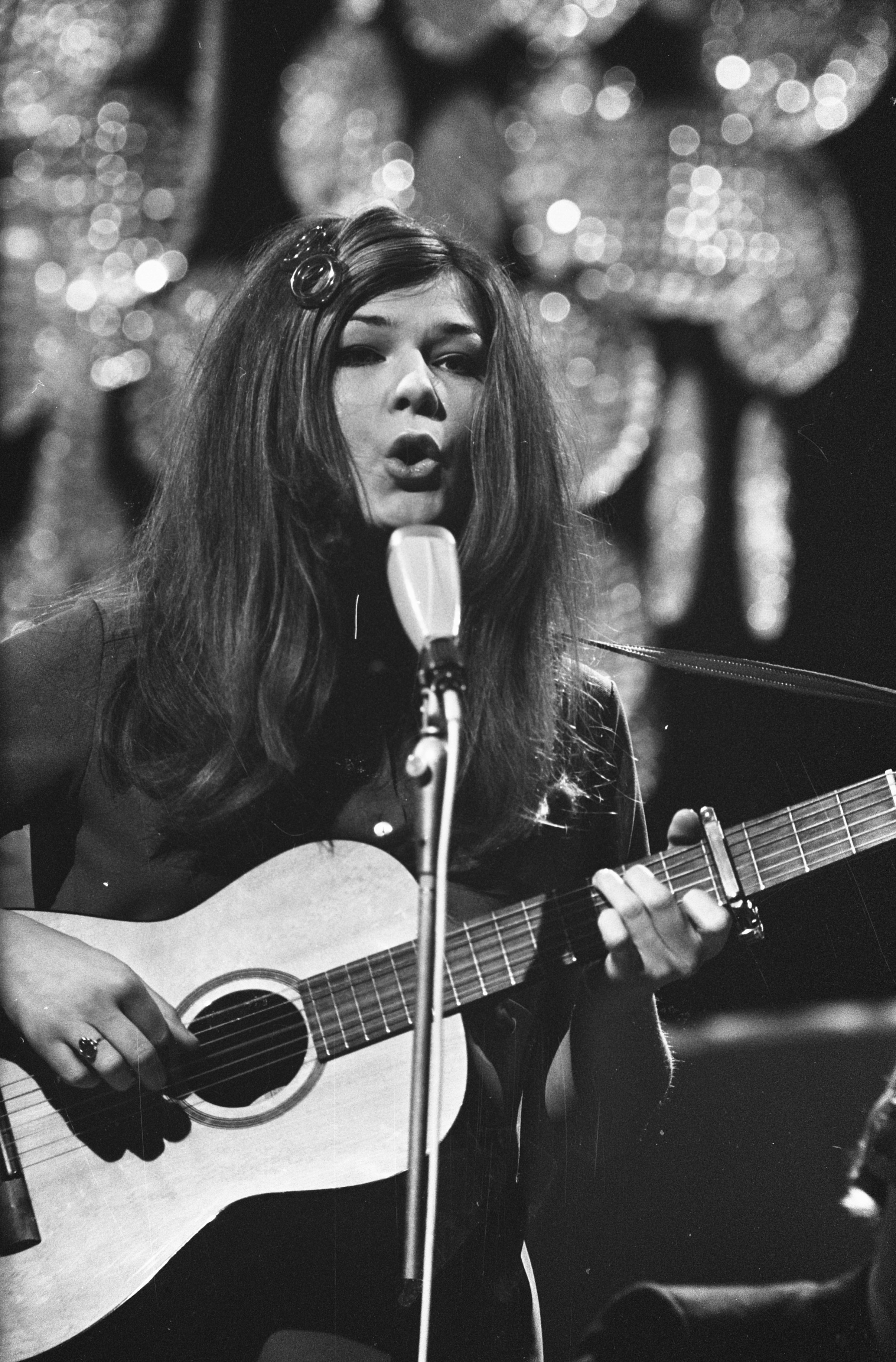
Lenny Kuhr
geboren in 1950

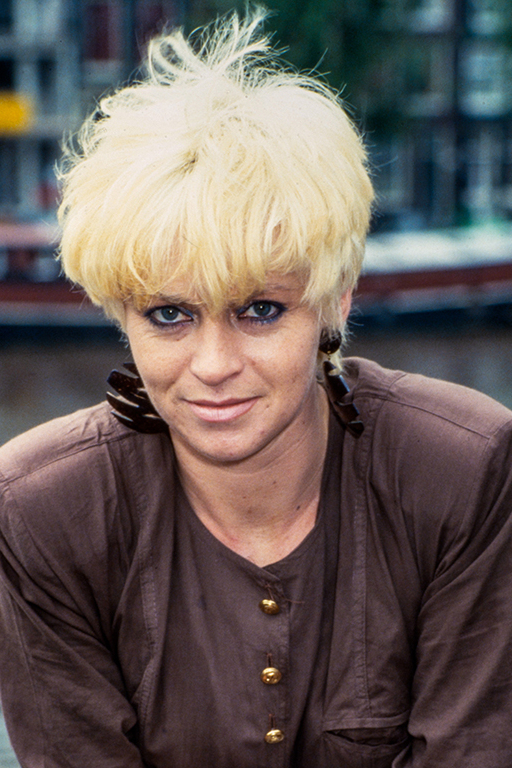
Doris D
geboren in 1959

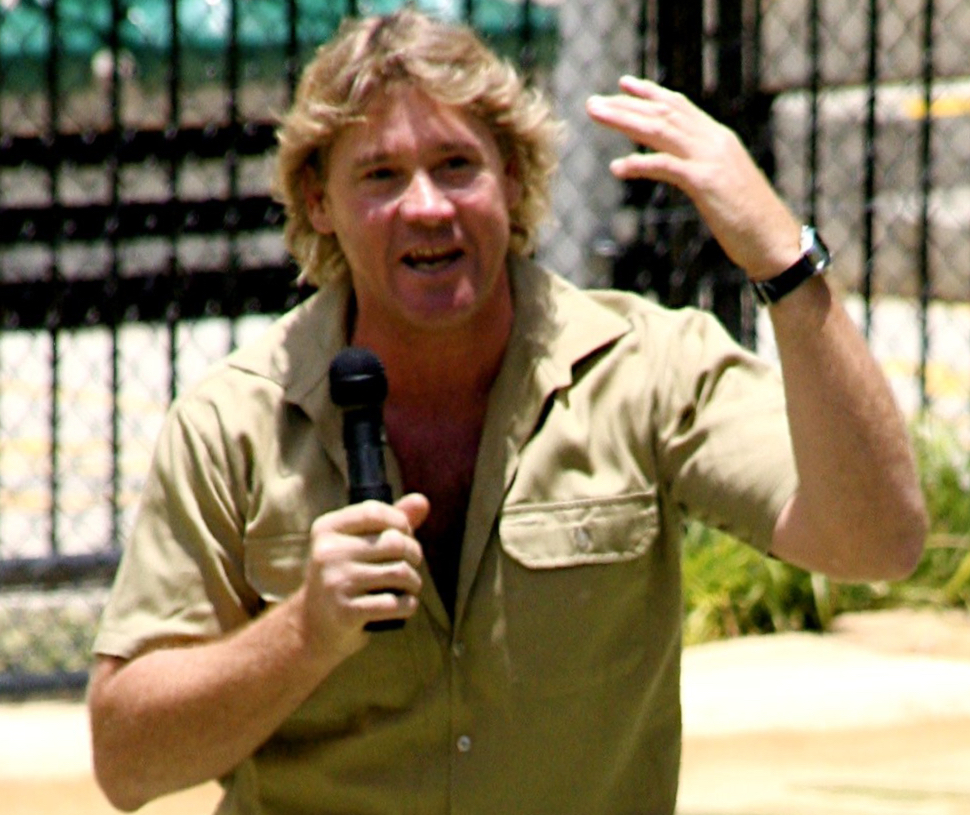
Steve Irwin
geboren in 1962

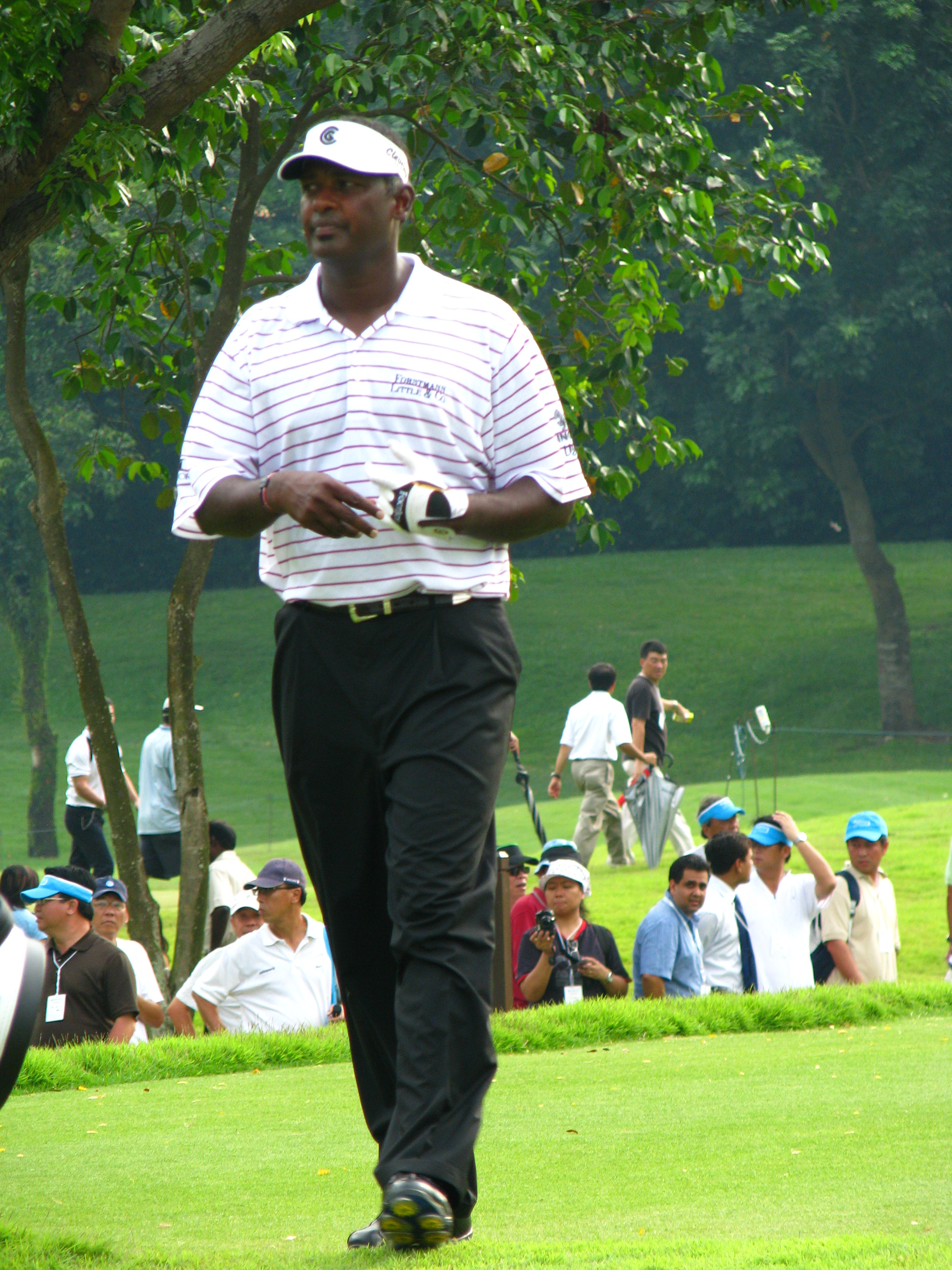
Vijay Singh
geboren in 1963

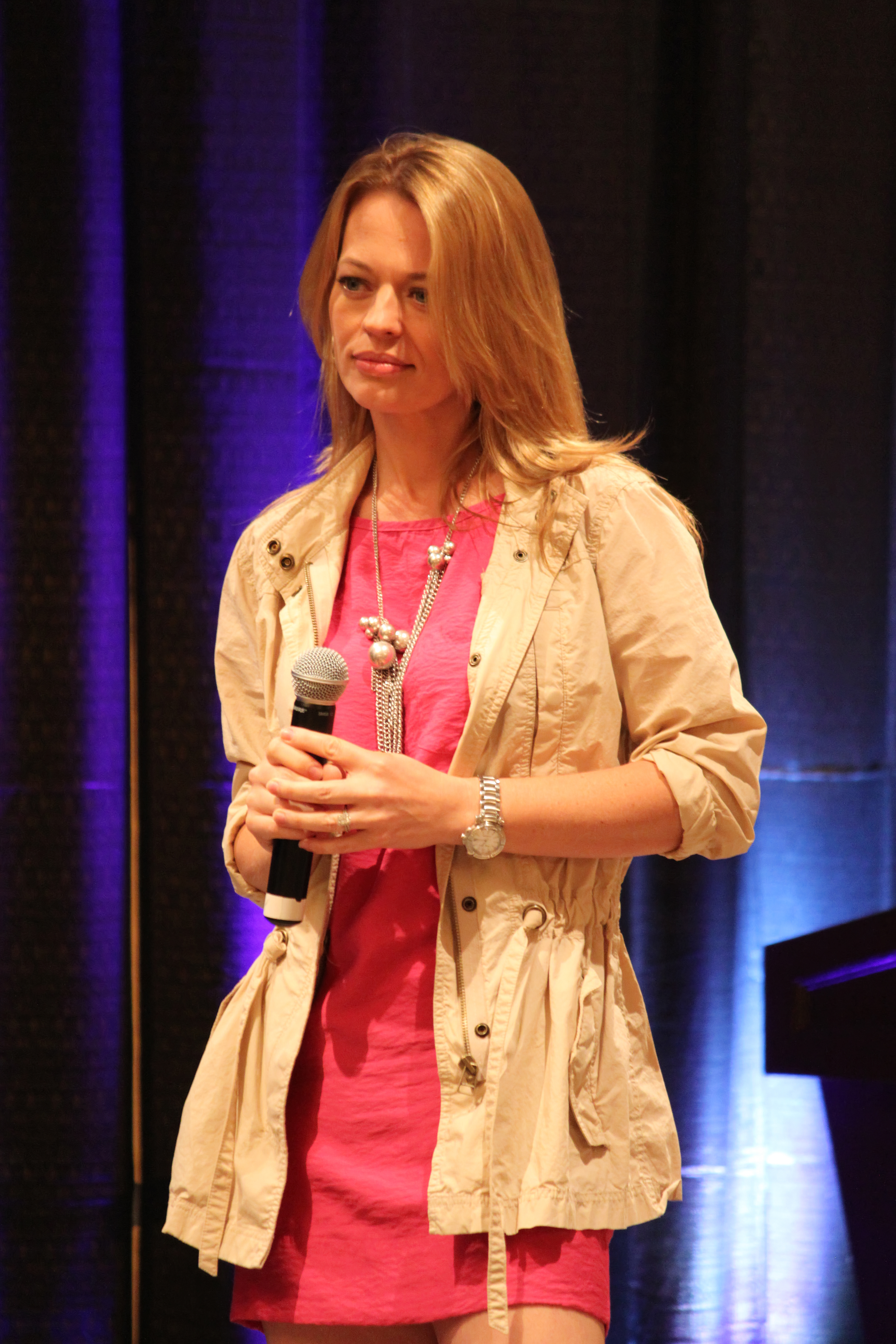
Jeri Ryan
geboren in 1968

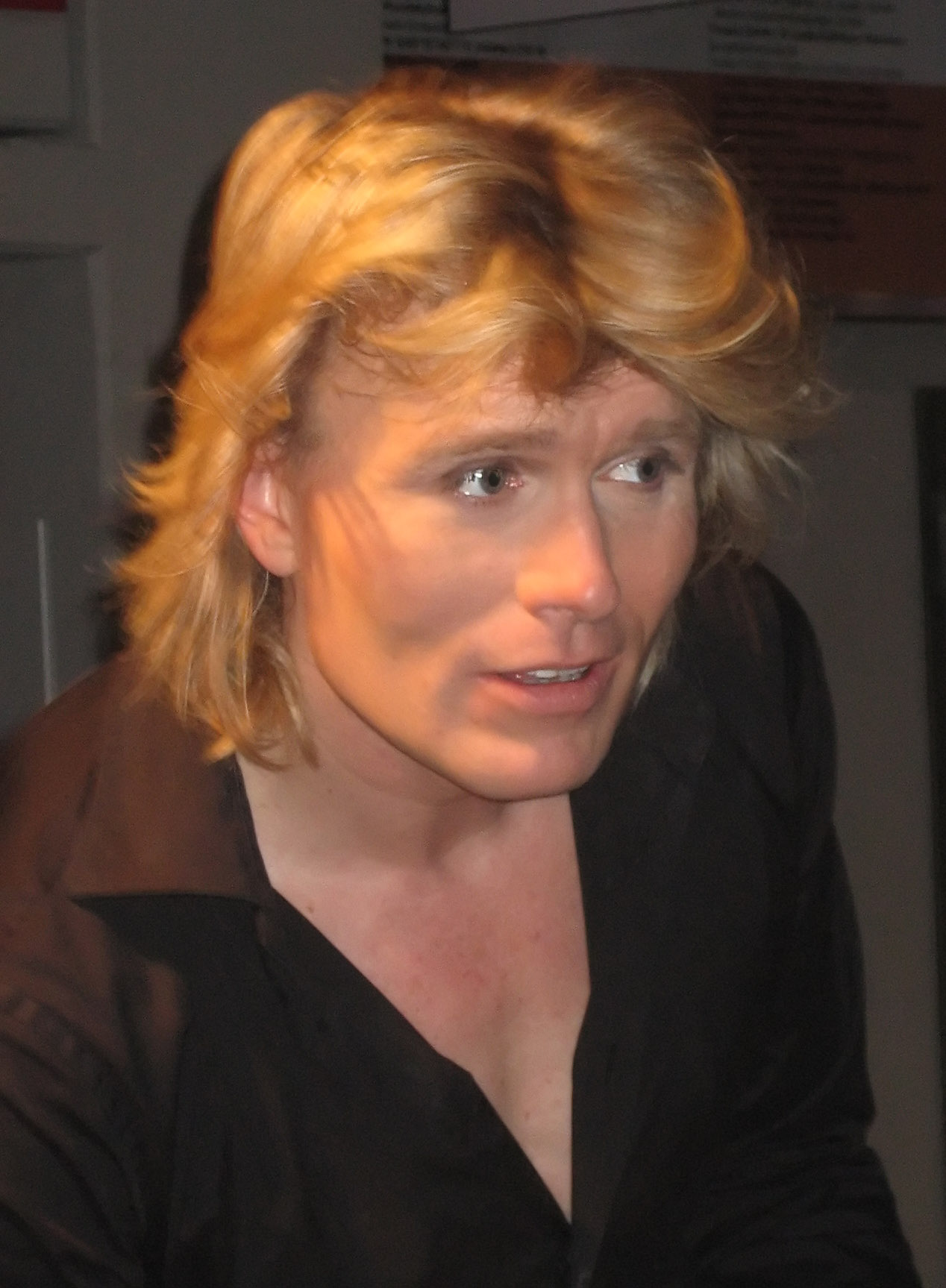
Hans Klok
geboren in 1969

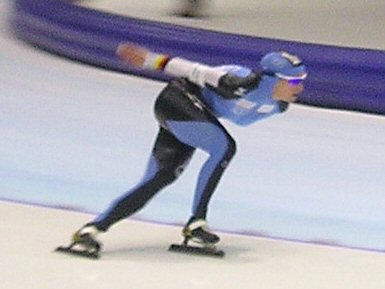
Claudia Pechstein
geboren in 1972

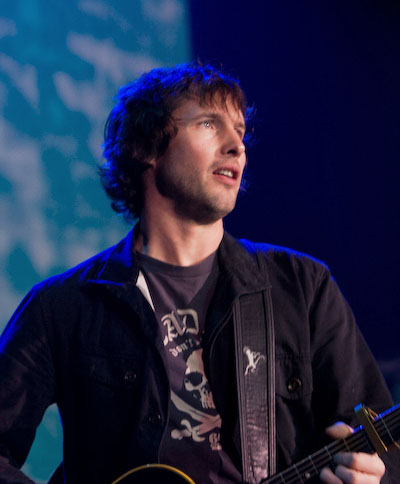
James Hillier Blount, bekend als James Blunt
geboren in 1974

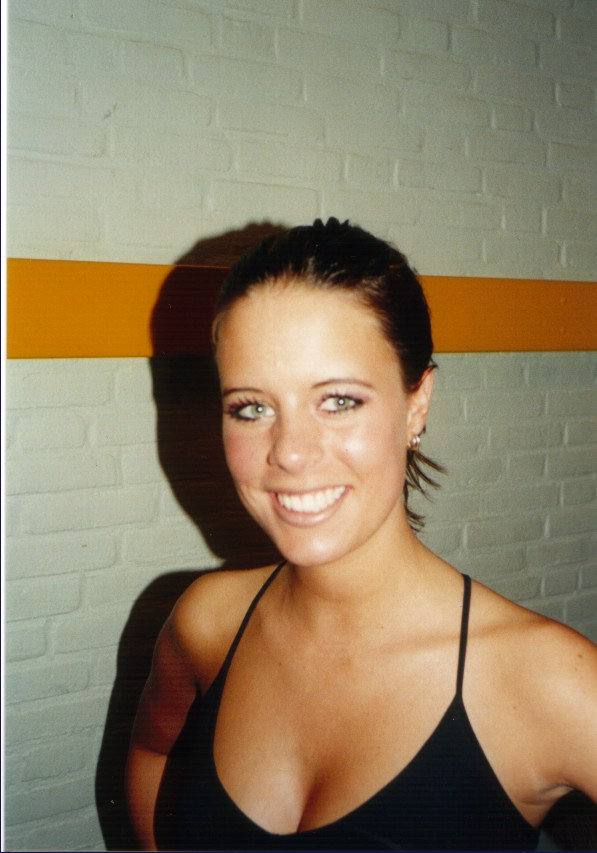
Denise Koopal
geboren in 1980

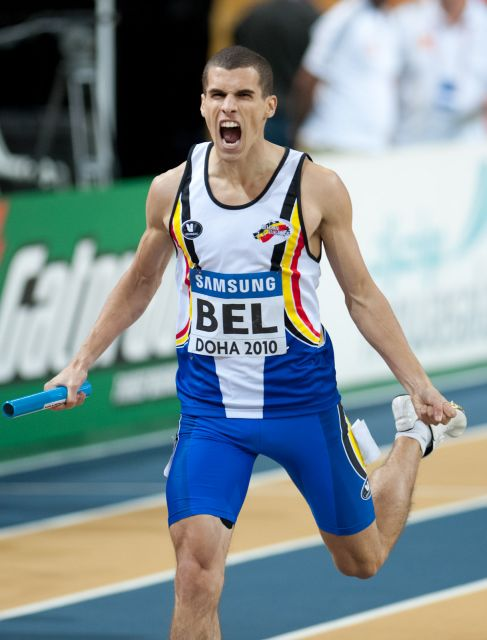
Jonathan Borlée
geboren in 1988

- 1732 - George Washington, eerste president van de Verenigde Staten (overleden 1799)
- 1745 - João de Sousa Carvalho, Portugees componist (overleden 1798)
- 1764 - Jacques-Oudart Fourmentin, Frans kaper (overleden 1848)
- 1788 - Arthur Schopenhauer, Duits filosoof (overleden 1860)
- 1796 - Adolphe Quetelet, Belgisch astronoom (overleden 1874)
- 1806 - Antoine Wiertz, Belgisch beeldhouwer (overleden 1865)
- 1810 - Frédéric Chopin, Pools componist (overleden 1849)
- 1818 - Gerrit de Vries, Nederlands politicus (overleden 1900)
- 1825 - Pierre Thielemans, Belgisch componist, dirigent en organist (overleden 1898)
- 1840 - August Bebel, Duits politicus (overleden 1913)
- 1850 - Isaac Rice, Amerikaans ondernemer en schaker (overleden 1915)
- 1857 - Robert Baden-Powell, Brits grondlegger van scouting (overleden 1941)
- 1857 - Heinrich Hertz, Duits natuurkundige (overleden 1894)
- 1864 - Jules Renard, Frans schrijver (overleden 1910)
- 1868 - Henri Polak, Nederlands vakbondsbestuurder en politicus (overleden 1943)
- 1876 - George Washington Smith, Amerikaans architect (overleden 1930)
- 1878 - Walter Ritz, Zwitsers natuurkundige (overleden 1909)
- 1885 - Josef Řehoř, Boheems componist en dirigent (overleden 1960)
- 1887 - Sawielly Tartakower, Pools schaker (overleden 1956)
- 1891 - Jan Wils, Nederlands architect (overleden 1972)
- 1892 - Lee Eyerly, Amerikaans attractiebouwer en vliegenier (overleden 1963)
- 1896 - Paul van Ostaijen, Belgisch dichter (overleden 1928)
- 1898 - Karl Koller, Duits generaal (overleden 1951)
- 1898 - Anton de Kom, Surinaams nationalist (overleden 1945)
- 1898 - Lazaro Francisco, Filipijns auteur (overleden 1980)
- 1900 - Luis Buñuel, Spaans filmregisseur (overleden 1983)
- 1901 - Werner Kaegi, Zwitsers geschiedkundige (overleden 1979)
- 1902 - Herma Szabo, Oostenrijks kunstschaatsster (overleden 1986)
- 1905 - Maurits Balfoort, Belgisch toneel- en televisieregisseur (overleden 1989)
- 1907 - Asgar Karamat Ali, Surinaams politicus (overleden 1958)
- 1907 - Robert Young, Amerikaans acteur (overleden 1998)
- 1908 - Maarten Krabbé, Nederlands kunstschilder (overleden 2005)
- 1910 - Baltasar Lobo, Spaans tekenaar en beeldhouwer (overleden 1993)
- 1913 - Johannes Klingen, Nederlands verzetsstrijder (overleden 1942)
- 1914 - Renato Dulbecco, Italiaans viroloog (overleden 2012)
- 1914 - Karl Otto Götz, Duits kunstschilder (overleden 2017)
- 1915 - Tjeerd Boersma, Nederlands atleet (overleden 1985)
- 1917 - Jane Bowles, Amerikaans schrijfster (overleden 1973)
- 1918 - George Constantine, Amerikaans autocoureur (overleden 1968)
- 1918 - Robert Wadlow, langste man ter wereld ooit (overleden 1940)
- 1919 - Henri Arnoldus, Nederlands kinderboekenschrijver (overleden 2002)
- 1920 - André Barrais, Frans basketballer (overleden 2004)
- 1920 - Toni Boltini, Nederlands circusdirecteur (overleden 2003)
- 1920 - Ray Knepper, Amerikaans autocoureur (overleden 2000)
- 1921 - Jean-Bédel Bokassa, Centraal-Afrikaans staatsman en militair (overleden 1996)
- 1922 - Jesus Iglesias, Argentijns autocoureur (overleden 2005)
- 1922 - Rinus Schaap, Nederlands voetballer (overleden 2006)
- 1922 - Marshall Teague, Amerikaans autocoureur (overleden 1959)
- 1923 - Norman Smith, Brits muziekproducer en zanger (overleden 2008)
- 1925 - Edward Gorey, Amerikaans schrijver en illustrator (overleden 2000)
- 1927 - Florencio Campomanes, Filipijns schaker en FIDE-president (overleden 2010)
- 1927 - Ernst Huberty, Duits-Luxemburgs sportcommentator en -journalist (overleden 2023)
- 1927 - Guy Mitchell, Amerikaans zanger en acteur (overleden 1999)
- 1928 - Paul Dooley, Amerikaans (stem)acteur
- 1928 - Bruce Forsyth, Brits presentator en entertainer (overleden 2017)
- 1929 - James Hong, Amerikaans acteur
- 1929 - Rebecca Schull, Amerikaans actrice
- 1929 - Will Simon, Nederlands journalist, regisseur, eindredacteur en presentator (overleden 2017)
- 1930 - Jean Bobet, Frans wielrenner (overleden 2022)
- 1931 - Charanjit Singh, Indiaas hockeyer (overleden 2022)
- 1931 - Maret-Mai Otsa-Višnjova, Sovjet-Russisch basketbalspeelster (overleden 2020)
- 1932 - Edward Kennedy, Amerikaans politicus (overleden 2009)
- 1932 - Robert Opron, Frans auto-ontwerper (overleden 2021)
- 1933 - Alfred Comvalius, Surinaams militair en musicus (overleden 1980)
- 1933 - Sheila Hancock, Engels actrice
- 1933 - Katharine Worsley, Brits hertogin van Kent
- 1935 - Ineke Haas-Berger, Nederlands politica
- 1936 - John Michael Bishop, Amerikaans immunoloog/microbioloog en Nobelprijswinnaar
- 1936 - David Brodman, Nederlands-Israëlisch rabbijn en vredesactivist (overleden 2020)
- 1938 - Timmy Mayer, Amerikaans autocoureur (overleden 1964)
- 1939 - Alain Jacquet, Frans kunstenaar (overleden 2008)
- 1939 - Bruno Walrave, Nederlands gangmaker (overleden 2022)
- 1940 - Ugo Colombo, Italiaans wielrenner (overleden 2019)
- 1942 - Loek Dijkman, Nederlands ondernemer en filantroop (overleden 2024)
- 1942 - Geoffrey Scott, Amerikaans acteur (overleden 2021)
- 1943 - Greet Grottendieck, Nederlands beeldhouwster
- 1943 - Horst Köhler, Duits bondspresident (overleden 2025)
- 1944 - Jorge de Bagration, Spaans-Georgisch autocoureur (overleden 2008)
- 1944 - Jonathan Demme, Amerikaans filmregisseur, -producer en scenarioschrijver (overleden 2017)
- 1944 - Tom Okker, Nederlands tennisser
- 1945 - Henk Helmantel, Nederlands schilder
- 1945 - Gerrie van der Klei, Nederlands actrice, muzikant
- 1945 - Wim Zomer, Nederlands acteur
- 1946 - Kresten Bjerre, Deens voetballer (overleden 2014)
- 1946 - Jean Damali, Belgisch kunstenaar
- 1946 - Evert Dolman, Nederlands wielrenner (overleden 1993)
- 1947 - Veronica Hazelhoff, Nederlands schrijfster (overleden 2009)
- 1947 - Richard North Patterson, Amerikaans schrijver
- 1948 - John Ashton, Amerikaans acteur (overleden 2024)
- 1948 - Linda de Suza, Portugees zangeres (overleden 2022)
- 1949 - Niki Lauda, Oostenrijks autocoureur (overleden 2019)
- 1950 - Awn Shawkat al-Khasawneh, Jordaans politicus, diplomaat en rechter
- 1950 - Julius Erving, Amerikaans basketballer
- 1950 - Lenny Kuhr, Nederlands zangeres
- 1950 - Julie Walters, Engels actrice en schrijfster
- 1951 - Arie van den Brand, Nederlands politicus
- 1951 - Marleen Radder, Nederlands atlete
- 1952 - Saufatu Sopoanga, Tuvaluaans politicus (overleden 2020)
- 1952 - Thomas Wessinghage, Duits atleet
- 1953 - Mels Crouwel, Nederlands architect
- 1953 - Nigel Planer, Brits acteur
- 1953 - Hugo Thijs, Belgisch wielrenner
- 1954 - Johnny Kraaijkamp jr., Nederlands acteur
- 1956 - Amy Alcott, Amerikaans golfer
- 1956 - Gijs de Vries, Nederlands politicus
- 1957 - Asim Khudiev, Azerbeidzjaans voetbalscheidsrechter
- 1957 - Lex Runderkamp, Nederlands journalist en televisiepresentator
- 1957 - Hilde Van Dijck, Belgisch atlete
- 1958 - Kais Saied, Tunesisch president
- 1959 - Doris D, Brits zangeres en aerobic instructrice
- 1959 - Mikhail Gurevich, Russisch-Belgisch schaker
- 1959 - Kyle MacLachlan, Amerikaans acteur
- 1960 - Atzo Nicolaï, Nederlands politicus (overleden 2020)
- 1962 - René van den Berg, Nederlands televisie- en radiopresentator
- 1962 - Petra de Bruin, Nederlands wielrenster
- 1962 - Rob van Daal, Nederlands zanger
- 1962 - Steve Irwin, Australisch dierenkenner, dierentuinhouder, natuurbeschermer en documentairemaker/-presentator (overleden 2006)
- 1962 - Les Wallace, Schots darter
- 1963 - Jan Olde Riekerink, Nederlands voetballer en voetbaltrainer
- 1963 - Vijay Singh, Fijisch golfer
- 1964 - Marion Clignet, Frans wielrenster
- 1965 - Nathan Dahlberg, Nieuw-Zeelands wielrenner
- 1965 - Hamit Karakus, Turks-Nederlands politicus
- 1966 - Rachel Dratch, Amerikaans actrice en comédienne
- 1966 - Thorsten Kaye, Brits-Duits acteur
- 1966 - Patricia Libregts, Nederlands waterpoloster
- 1967 - Filip Thienpont, Belgisch politicus
- 1968 - Jeri Ryan, Amerikaans actrice
- 1968 - Kazimierz Stafiej, Pools wielrenner
- 1969 - Thomas Jane, Amerikaans acteur
- 1969 - Hans Klok, Nederlands illusionist
- 1969 - Brian Laudrup, Deens voetballer
- 1969 - Marc Wilmots, Belgisch voetballer
- 1971 - Arnon Grunberg, Nederlands schrijver
- 1971 - Lea Salonga, Filipijns zangeres en actrice
- 1972 - Michael Chang, Amerikaans tennisser
- 1972 - Laurence Leboucher, Frans wielrenster
- 1972 - Claudia Pechstein, Duits schaatsster
- 1972 - Haim Revivo, Israëlisch voetballer
- 1972 - Barbara Wijnveld, Nederlands kunstenares
- 1973 - Sandrine André, Belgisch actrice
- 1973 - Artsjil Arveladze, Georgisch voetballer
- 1973 - Sjota Arveladze, Georgisch voetballer
- 1973 - Philippe Gaumont, Frans wielrenner (overleden 2013)
- 1973 - Plamen Kralev, Bulgaars autocoureur
- 1973 - Claus Lundekvam, Noors voetballer
- 1974 - James Blunt, Brits zanger
- 1974 - Matthew White, Australisch wielrenner en ploegleider
- 1975 - Drew Barrymore, Amerikaans actrice
- 1975 - Fele Martínez, Spaans acteur
- 1975 - Sébastien Tellier, Frans dj, zanger en acteur
- 1977 - Tyler Bates, Amerikaans filmcomponist
- 1977 - Mads Kaggestad, Noors wielrenner
- 1977 - Hakan Yakin, Zwitsers voetballer
- 1978 - Zoltán Balog, Hongaars voetballer
- 1978 - Dominic Demeritte, Bahamaans atleet
- 1978 - Mieke Dobbels, Belgisch actrice
- 1978 - Kim Kay, Belgisch zangeres
- 1979 - Brett Emerton, Australisch voetballer
- 1980 - Jeanette Biedermann, Duits zangeres en actrice
- 1980 - Denise Koopal, Nederlands televisiepresentatrice en zangeres
- 1981 - Kelvin Leong, Macaus autocoureur
- 1982 - Jenna Haze, Amerikaans pornoactrice
- 1982 - Dichen Lachman, Australisch actrice
- 1982 - Ibad Muhamadu, Nederlands voetballer
- 1982 - Tetjana Petljoek, Oekraïens atlete
- 1982 - Susanna Pöykiö, Fins kunstschaatsster
- 1982 - Marlies Smulders, Nederlands roeister
- 1982 - Daniel Wansi, Kameroens voetballer (overleden 2024)
- 1984 - Branislav Ivanović, Servisch voetballer
- 1984 - Patrick Murphy, Australisch zwemmer
- 1985 - Igor Đurić, Servisch voetballer
- 1986 - Mark Allen, Noord-Iers snookerspeler
- 1986 - Ivan Ratkić, Kroatisch alpineskiër
- 1986 - Rajon Rondo, Amerikaans basketballer
- 1986 - Monika Seps, Zwitsers schaakster
- 1987 - Sergio Romero, Argentijns voetbaldoelman
- 1987 - Johannes Theobald, Duits autocoureur
- 1988 - Jonathan Borlée, Belgisch atleet
- 1988 - Kevin Borlée, Belgisch atleet
- 1988 - Natasja Bruintjes, Nederlands langebaanschaatsster
- 1988 - Rabi Koria, Nederlands-Syrische kunstschilder (overleden 2022)
- 1988 - Dane Searls, Amerikaans BMX'er (overleden 2011)
- 1988 - Aleksandr Soechoroekov, Russisch zwemmer
- 1989 - Charlotte Skeoch, Brits actrice
- 1990 - Diogo Viana, Portugees voetballer
- 1991 - Furkan Aydın, Turks voetballer
- 1991 - Robin Stjernberg, Zweeds zanger
- 1991 - Maximiliano Urruti, Argentijns voetballer
- 1994 - Britt Eerland, Nederlands tafeltennisster
- 1994 - Elmo Lieftink, Nederlands voetballer
- 1996 - Ewelina Kamczyk, Pools voetbalster
- 1997 - Jari Schuurman, Nederlands voetballer
- 1997 - Anton Tsjoepkov, Russisch zwemmer
- 1998 - Vlad Chadarin, Russisch snowboarder
- 1998 - Sophie Wilde, Australisch actrice
- 1999 - Laia Ballesté, Spaans-Zwitsers voetbalster
- 2000 - Didier Bionaz, Italiaans biatleet
- 2001 - Matteo Arnaldi, Italiaans tennisser
- 2001 - Abigail Strate, Canadees schansspringster
- 2003 - Yuven Sundaramoorthy, Amerikaans-Indiaas autocoureur
- 2004 - Ibai Azanza, Spaans wielrenner
- 2005 - Rami Kooti Arab, Nederlands acteur

## Overleden
- 606 - Sabinianus, paus van Rome

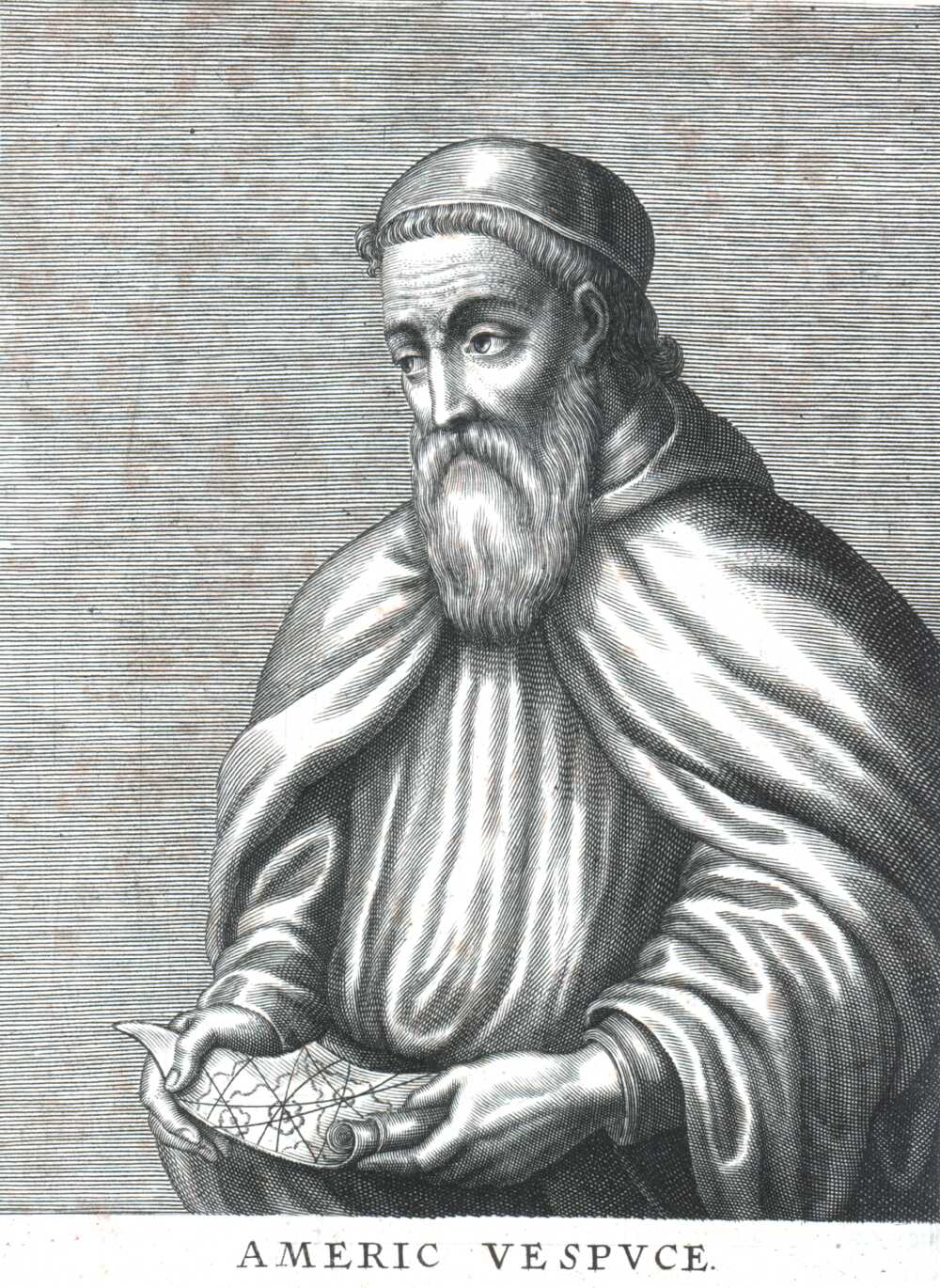
Amerigo Vespucci
overleden in 1512

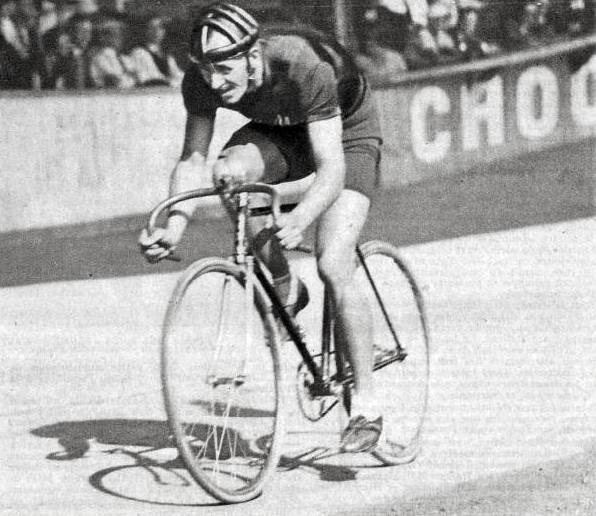
Jan van Hout
overleden in 1945

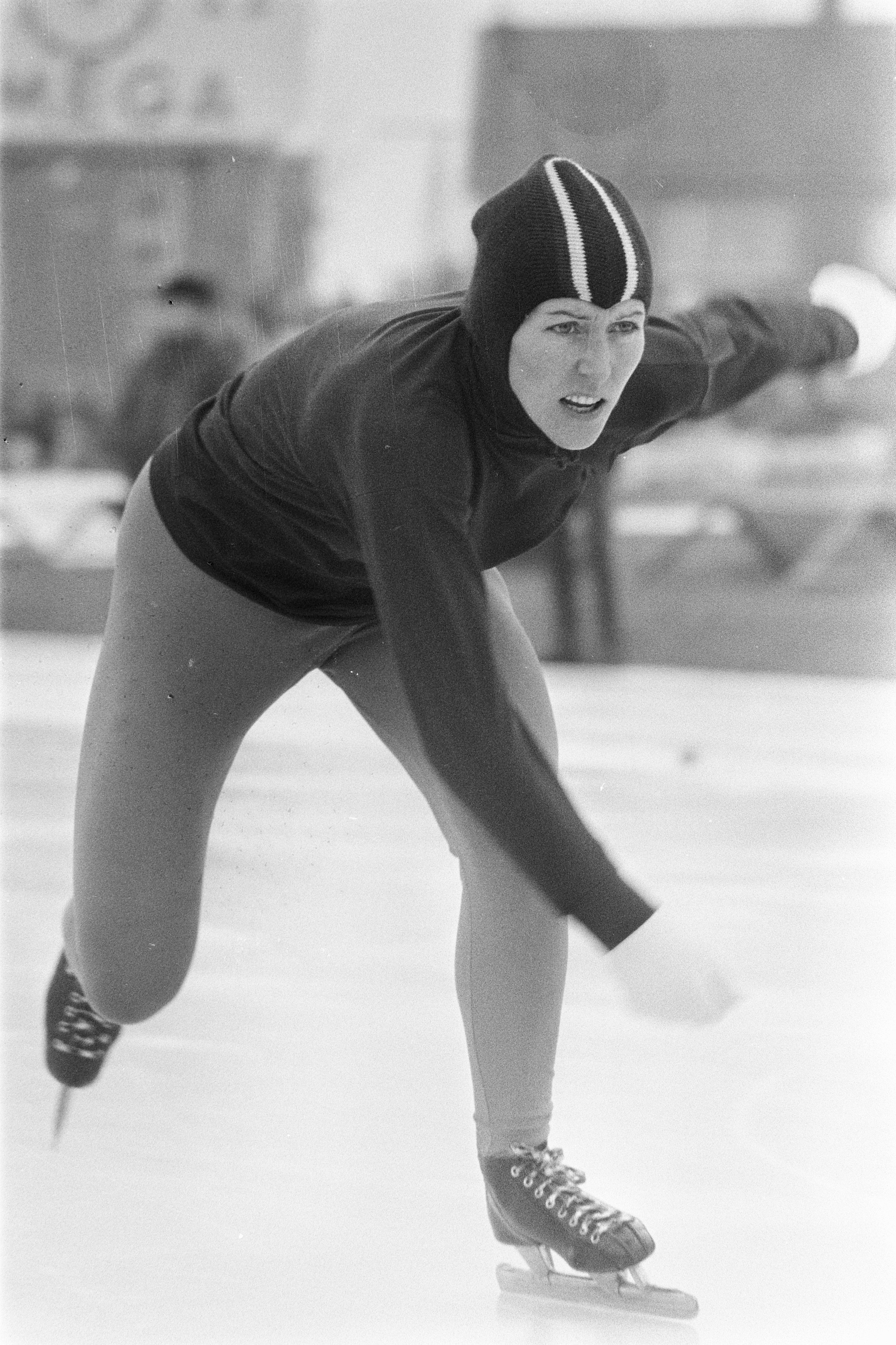
Atje Keulen-Deelstra
overleden in 2013

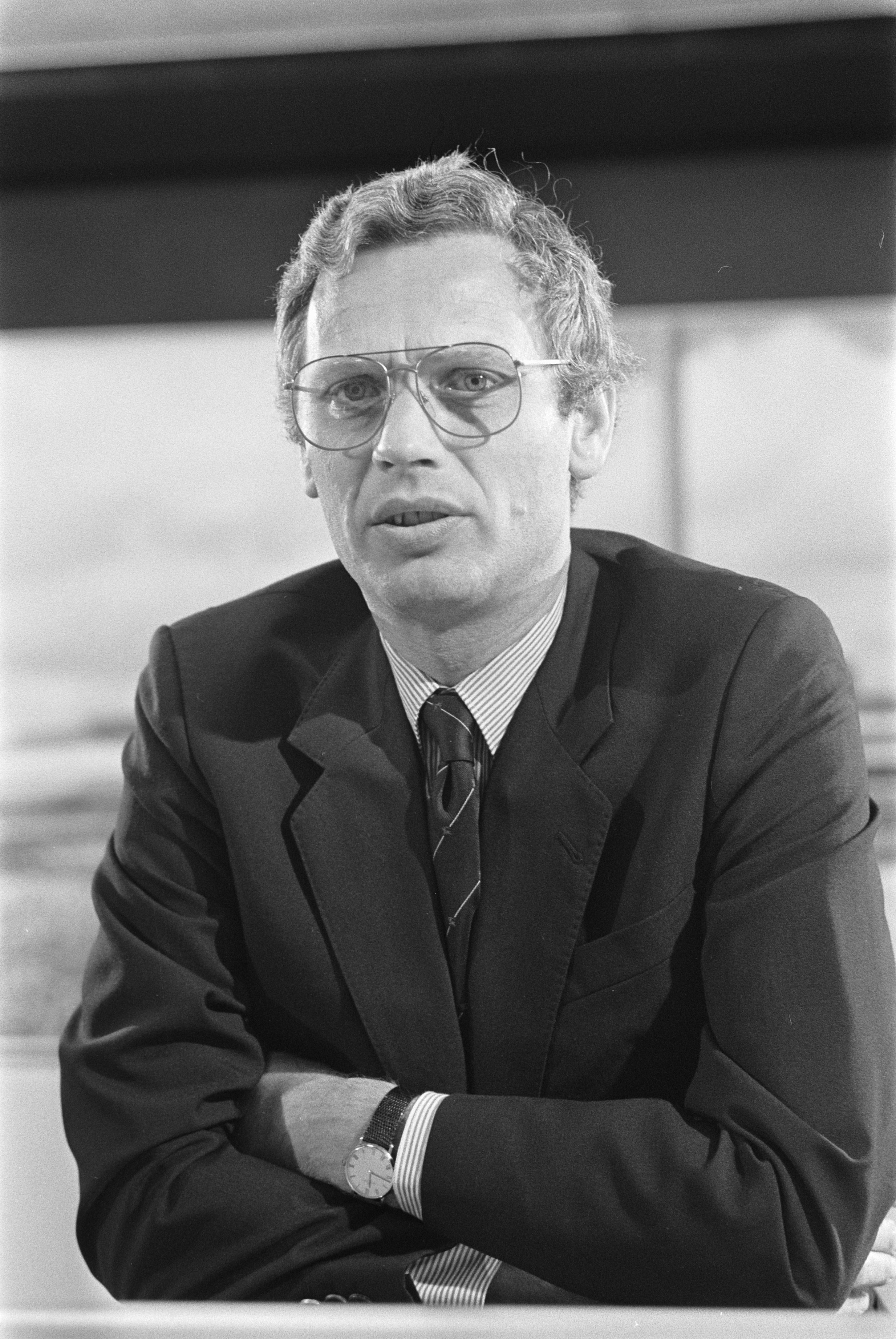
Hans van den Broek
overleden in 2025

- 622 - Shotoku (48), Japans prins en regent
- 1288 - Adelheid van Katzenelnbogen, Duits gravin
- 1371 - David II (46), koning van Schotland
- 1512 - Amerigo Vespucci (57), Italiaans ontdekkingsreiziger
- 1627 - Olivier van Noort, Nederlands ontdekkingsreiziger
- 1721 - Johann Christoph Bach III (49), Duits organist
- 1797 - Baron van Münchhausen (76), Duits officier en avonturier
- 1836 - Theo Majofski (64), Nederlands acteur
- 1875 - Jean-Baptiste Corot (78), Frans schilder
- 1875 - Charles Lyell (77), Brits wetenschapper
- 1886 - Antoon Joostens (66), Belgisch kunstschilder
- 1930 - Gotfried Coenraad Ernst van Daalen (67), Nederlands militair
- 1942 - Stefan Zweig (60), Oostenrijks schrijver
- 1943 - Sophie Scholl (21), Duits studente en verzetsstrijdster in de Tweede Wereldoorlog
- 1943 - Hans Scholl (24), Duits verzetsstrijder in de Tweede Wereldoorlog
- 1945 - Henk Feldmeijer (34), Nederlands nationaalsocialistisch politicus
- 1945 - Sara Josephine Baker (72), Amerikaans arts en pionier in volksgezondheid
- 1945 - Jan van Hout (36), Nederlands wielrenner en verzetsstrijder
- 1971 - Rudolf Mauersberger (82), Duits componist en cantor
- 1976 - Michael Polanyi (84), Hongaars-Brits wetenschapper
- 1980 - Oskar Kokoschka (93), Tsjechisch kunstenaar
- 1983 - Romain Maes (69), Belgisch wielrenner
- 1986 - Boris Sloetski (66), Russisch schrijver en dichter
- 1987 - Andy Warhol (58), Amerikaans kunstschilder
- 1989 - Sándor Márai (88), Hongaars schrijver
- 1999 - Philip Bloemendal (80), Nederlands nieuwslezer
- 1999 - Menno Oosting (34), Nederlands tennisser
- 2002 - Jip Golsteijn (56), Nederlands journalist
- 2002 - Chuck Jones (89), Amerikaans tekenfilmregisseur
- 2002 - Jonas Savimbi (67), Angolees verzetsstrijder
- 2004 - Irina Press (64), Sovjet-Russisch atlete
- 2005 - Mario Ricci (90), Italiaans wielrenner
- 2006 - Hilde Domin (96), Duits schrijfster en dichteres
- 2006 - Willebrord Nieuwenhuis (68), Nederlands verslaggever en publicist
- 2007 - Lothar-Günther Buchheim (89), Duits kunstschilder, kunstverzamelaar en schrijver
- 2007 - Fons Rademakers (86), Nederlands filmregisseur, -producent en -acteur
- 2008 - Henk Bruna (91), Nederlands uitgever
- 2008 - Johnnie Carr (97), Amerikaans burgerrechtenactiviste
- 2008 - Nunzio Gallo (79), Italiaans zanger
- 2009 - Candido Cannavò (78), Italiaans sportjournalist
- 2009 - Howard Zieff (81), Amerikaans filmregisseur en fotograaf
- 2011 - Nicholas Courtney (81), Brits acteur
- 2013 - Ernst Breit (88), Duits vakbondsvoorzitter
- 2013 - Atje Keulen-Deelstra (74), Nederlands schaatsster
- 2013 - Wolfgang Sawallisch (89), Duits dirigent en pianist
- 2014 - Ferdinand De Bondt (90), Belgisch politicus
- 2014 - Leo Vroman (98), Nederlands-Amerikaans dichter, bioloog en hematoloog
- 2015 - Charles Aubecq (88), Belgisch politicus
- 2015 - Jos Lambrechts (79), Belgisch atleet
- 2016 - Wesley A. Clark (88), Amerikaans natuurkundige en computerdeskundige
- 2016 - Margit Geissler (57), Duits actrice en fotomodel
- 2016 - Sonny James (87), Amerikaans countryzanger
- 2016 - Douglas Slocombe (103), Brits cinemafotograaf
- 2017 - Fritz Koenig (92), Duits beeldhouwer
- 2018 - Nanette Fabray (97), Amerikaans actrice en zangeres[10]
- 2018 - Nol Houtkamp (89), Nederlands honkbalspeler en honkbalcoach
- 2018 - Richard Taylor (88), Canadees natuurkundige en Nobelprijswinnaar
- 2021 - Lawrence Ferlinghetti (101), Amerikaans dichter en schrijver
- 2021 - Jos Waals (77), Nederlands burgemeester
- 2022 - Stijn De Paepe (42), Belgisch dichter
- 2022 - Anna Karen (85), Brits actrice
- 2022 - Mark Lanegan (57), Amerikaans zanger en muzikant
- 2023 - André Bailly (81), Belgisch politicus
- 2023 - Ahmed Qurei (85), Palestijns politicus
- 2024 - Artur Jorge (78), Portugees voetballer en voetbaltrainer
- 2025 - Hans van den Broek (88), Nederlands politicus
- 2025 - Dick Wijte (77), Nederlands politicus

## Viering/herdenking

Saint Lucia

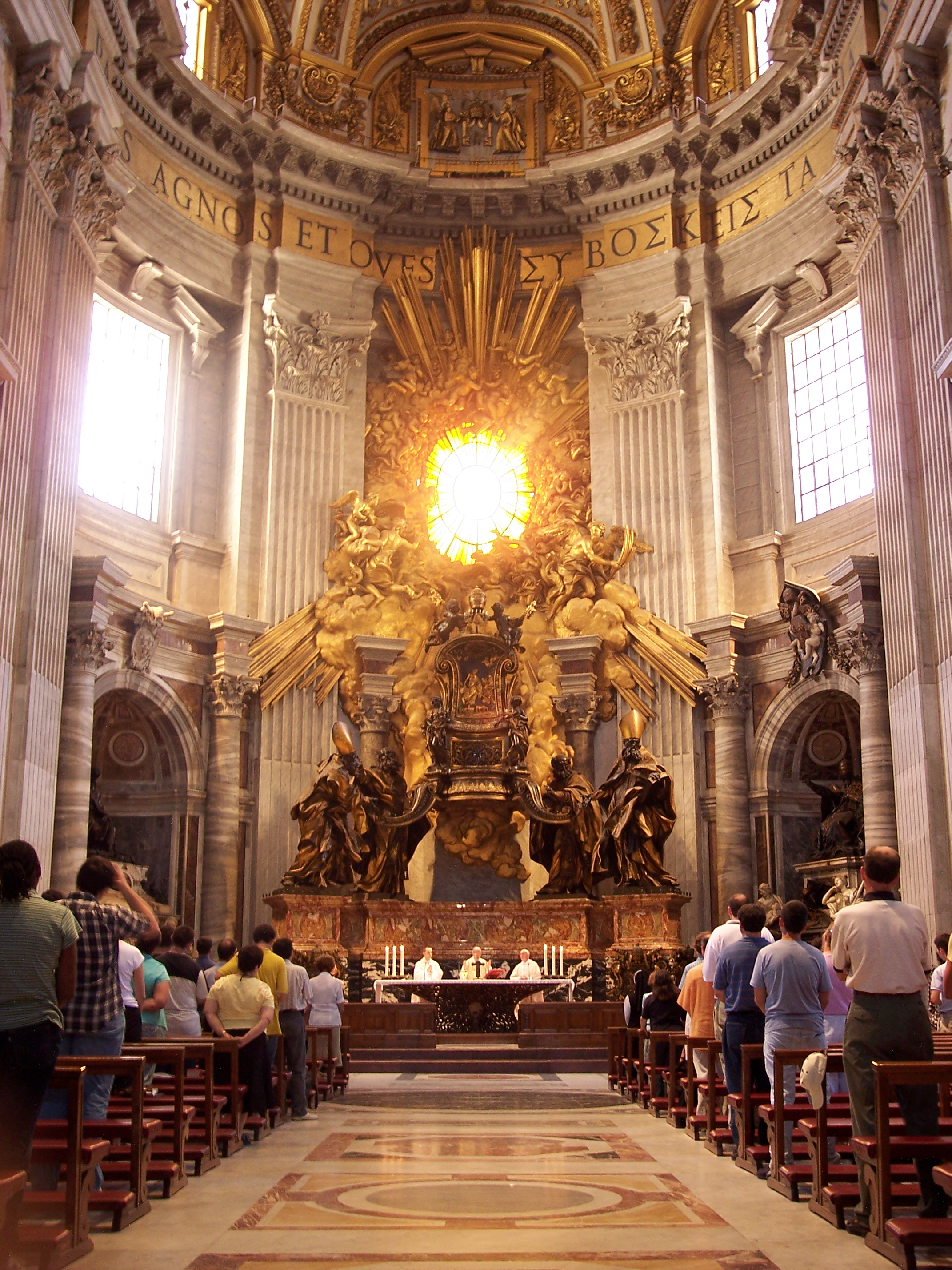
Sint Peters Stoel

- Saint Lucia - Onafhankelijkheidsdag (1979)
- Rooms-Katholieke kalender:
  - Natale Petri de Cathedra of Sint Peters Stoel of Cathedra van de H. Apostel Petrus - Feest
  - Heilige Isabella van Frankrijk († 1270) (ook op 26 februari)
  - Heilige Elwyn van Cornwall († 6e eeuw)
  - Heilige Margaretha van Cortona († 1297)
  - Heilige Papias (van Hiërapolis) († 130)
  - Heilige Maximianus van Ravenna († 556)
  - Zalige Emilia d'Oultremont († 1878)
  - Dienaar Gods Luigi Giussani († 2005)
- Naamdag van Sint Pieter: dit was traditioneel de eind- en startdatum voor arbeidscontracten. Op deze dag veranderden bijvoorbeeld boerenknechten en -meiden vaak van werkgever (en van onderdak).

## Weerextremen

### Nederland
| | Officiële records | Officiële records | Officiële records |      | Landelijke records | Landelijke records | Landelijke records |
| Gebeurtenis | Jaar              | Extreem           | Locatie           | Jaar | Extreem            | Locatie            |                    |
| --- | ----------------- | ----------------- | ----------------- | ---- | ------------------ | ------------------ | ------------------ |
| Laagste etmaalgemiddelde temperatuur (°C) | 1942              | −10,5             | De Bilt           |      | 1956               | −11,5              | Eelde              |
| Hoogste etmaalgemiddelde temperatuur (°C) | 2021              | 12,2              | De Bilt           |      | 2021               | 14,1               | Maastricht         |
| Laagste minimumtemperatuur (°C) | 1956              | −15,2             | De Bilt           |      | 1963               | −17,0              | Gilze-Rijen        |
| Hoogste minimumtemperatuur (°C) | 2008              | 8,5               | De Bilt           |      | 2021               | 11,7               | Maastricht         |
| Laagste maximumtemperatuur (°C) | 1956              | −5,6              | De Bilt           |      | 1956               | −7,7               | Volkel             |
| Hoogste maximumtemperatuur (°C) | 2021              | 16,2              | De Bilt           |      | 2021               | 18,2               | Maastricht         |
| Hoogste uurgemiddelde windsnelheid (m/s) | 1908              | 15,9              | De Bilt           |      | 2002               | 22,0               | IJmuiden           |
| Hoogste windstoot (m/s) | 1999              | 26,0              | De Bilt           |      | 1999               | 35,0               | Stavenisse         |
| Langste zonneschijnduur (uur) | 1982              | 9,7               | De Bilt           |      | 1990               | 9,8                | Maastricht         |
| Langste neerslagduur (uur) | 2010              | 14,3              | De Bilt           |      | 2010               | 15,7               | Eelde              |
| Hoogste etmaalsom van de neerslag (mm) | 2017              | 17,5              | De Bilt           |      | 2017               | 29,2               | Gilze-Rijen        |
| Laagste etmaalgemiddelde relatieve vochtigheid (%) | 1948              | 57                | De Bilt           |      | 2021               | 47                 | Maastricht         |
| Laagste uurwaarde luchtdruk op zeeniveau (hPa) | 1935              | 973,9             | De Bilt           |      | 2024               | 969,8              | Vlieland           |
| Hoogste uurwaarde luchtdruk op zeeniveau (hPa) | 1990              | 1040,5            | De Bilt           |      | 1962               | 1042,8             | Leeuwarden         |
| Officiële records worden altijd gemeten op het KNMI-weerstation in De Bilt. Landelijke records kunnen worden gemeten op elk officieel KNMI-weerstation in Nederland. |                   |                   |                   |      |                    |                    |                    |

Uitzonderlijke gebeurtenissen
- 1943 - Eerste landelijke zachte dag van het jaar gemeten in Maastricht (maximumtemperatuur ≥ 15 °C op een officieel weerstation)
- 2011 - Officieel laagste minimumtemperatuur in °C van het jaar gemeten in De Bilt: −6,4
- 2024 - Officieel hoogste uurgemiddelde windsnelheid in m/s van februari dit jaar gemeten in De Bilt: 10,0 (voorlopig). Samen met 6 februari
- 2024 - Landelijk hoogste uurgemiddelde windsnelheid in m/s van februari dit jaar gemeten in Huibertgat en Vlieland: 20,0 (voorlopig)
- 2024 - Officieel hoogste windstoot in m/s van februari dit jaar gemeten in De Bilt: 21,0 (voorlopig)
- 2024 - Landelijk hoogste windstoot in m/s van februari dit jaar gemeten in Houtribdijk: 32,0 (voorlopig)
- 2024 - Officieel laagste uurwaarde luchtdruk op zeeniveau in hPa van het jaar gemeten in De Bilt: 974,0 (voorlopig)
- 2024 - Landelijk laagste uurwaarde luchtdruk op zeeniveau in hPa van het jaar gemeten in Vlieland: 969,8 (voorlopig)
- 2024 - Officieel laagste uurwaarde luchtdruk op zeeniveau in hPa van februari dit jaar gemeten in De Bilt: 974,0 (voorlopig)
- 2024 - Landelijk laagste uurwaarde luchtdruk op zeeniveau in hPa van februari dit jaar gemeten in Vlieland: 969,8 (voorlopig)

### België
Dagrecords
- 1956 - Laagste etmaalgemiddelde temperatuur −8,5 °C
- 1966 - Hoogste etmaalgemiddelde temperatuur 10,9 °C
- 1956 - Laagste minimumtemperatuur −11,7 °C
- 2021 - Hoogste maximumtemperatuur 16,6 °C
- 1937 en 1880 - Hoogste etmaalsom van de neerslag 14,9 mm

Uitzonderlijke gebeurtenissen
- 1903 - Neerslag met Saharazand.
- 1999 - Tornado veroorzaakt ernstige schade in Horpmaal (Heers), in het zuiden van Limburg.

<< · 1 · 2 · 3 · 4 · 5 · 6 · 7 · 8 · 9 · 10 · 11 · 12 · 13 · 14 · 15 · 16 · 17 · 18 · 19 · 20 · 21 · 22 · 23 · 24 · 25 · 26 · 27 · 28 · 29 · (30) · >>